# Premio al MVP de la K League
El MVP de la K League es un premio de fútbol para los jugadores de la K League. El premio es otorgado al jugador considerado el jugador más valioso de la liga cada temporada.

## Ganadores

### K League 1 (1983-presente)
| Año  | Futbolista       | Posición       | Club                    | Nacionalidad  |
| ---- | ---------------- | -------------- | ----------------------- | ------------- |
| 1983 | Park Sung-hwa    | Defensa        | Hallelujah FC           | Corea del Sur |
| 1984 | Park Chang-sun   | Centrocampista | Daewoo Royals           | Corea del Sur |
| 1985 | Han Moon-bae     | Defensa        | Lucky-Goldstar Hwangso  | Corea del Sur |
| 1986 | Lee Heung-sil    | Centrocampista | POSCO Atoms             | Corea del Sur |
| 1987 | Chung Hae-won    | Delantero      | Daewoo Royals           | Corea del Sur |
| 1988 | Park Kyung-hoon  | Defensa        | POSCO Atoms             | Corea del Sur |
| 1989 | Noh Soo-jin      | Delantero      | Yukong Elephants        | Corea del Sur |
| 1990 | Choi Jin-han     | Centrocampista | Lucky-Goldstar Hwangso  | Corea del Sur |
| 1991 | Chung Yong-hwan  | Defensa        | Daewoo Royals           | Corea del Sur |
| 1992 | Hong Myung-bo    | Defensa        | POSCO Atoms             | Corea del Sur |
| 1993 | Lee Sang-yoon    | Centrocampista | Ilhwa Chunma            | Corea del Sur |
| 1994 | Ko Jeong-woon    | Centrocampista | Ilhwa Chunma            | Corea del Sur |
| 1995 | Shin Tae-yong    | Centrocampista | Ilhwa Chunma            | Corea del Sur |
| 1996 | Kim Hyun-seok    | Centrocampista | Ulsan Hyundai Horang-i  | Corea del Sur |
| 1997 | Kim Joo-sung     | Defensa        | Busan Daewoo Royals     | Corea del Sur |
| 1998 | Ko Jong-soo      | Centrocampista | Suwon Samsung Bluewings | Corea del Sur |
| 1999 | Ahn Jung-hwan    | Delantero      | Busan Daewoo Royals     | Corea del Sur |
| 2000 | Choi Yong-soo    | Delantero      | Anyang LG Cheetahs      | Corea del Sur |
| 2001 | Shin Tae-yong    | Centrocampista | Seongnam Ilhwa Chunma   | Corea del Sur |
| 2002 | Kim Dae-eui      | Delantero      | Seongnam Ilhwa Chunma   | Corea del Sur |
| 2003 | Kim Do-hoon      | Delantero      | Seongnam Ilhwa Chunma   | Corea del Sur |
| 2004 | Nádson           | Delantero      | Suwon Samsung Bluewings | Brasil        |
| 2005 | Lee Chun-soo     | Centrocampista | Ulsan Hyundai Horang-i  | Corea del Sur |
| 2006 | Kim Do-heon      | Centrocampista | Seongnam Ilhwa Chunma   | Corea del Sur |
| 2007 | Tavares          | Centrocampista | Pohang Steelers         | Brasil        |
| 2008 | Lee Woon-jae     | Guardameta     | Suwon Samsung Bluewings | Corea del Sur |
| 2009 | Lee Dong-gook    | Delantero      | Jeonbuk Hyundai Motors  | Corea del Sur |
| 2010 | Kim Eun-jung     | Delantero      | Jeju United             | Corea del Sur |
| 2011 | Lee Dong-gook    | Delantero      | Jeonbuk Hyundai Motors  | Corea del Sur |
| 2012 | Dejan Damjanović | Delantero      | FC Seoul                | Montenegro    |
| 2013 | Kim Shin-wook    | Delantero      | Ulsan Hyundai           | Corea del Sur |
| 2014 | Lee Dong-gook    | Delantero      | Jeonbuk Hyundai Motors  | Corea del Sur |
| 2015 | Lee Dong-gook    | Delantero      | Jeonbuk Hyundai Motors  | Corea del Sur |
| 2016 | Jung Jo-gook     | Delantero      | Gwangju FC              | Corea del Sur |
| 2017 | Lee Jae-sung     | Centrocampista | Jeonbuk Hyundai Motors  | Corea del Sur |
| 2018 | Marcão           | Delantero      | Gyeongnam FC            | Brasil        |
| 2019 | Kim Bo-kyung     | Centrocampista | Ulsan Hyundai           | Corea del Sur |
| 2020 | Son Jun-ho       | Centrocampista | Jeonbuk Hyundai Motors  | Corea del Sur |

### K League 2 (2013-presente)
| Año  | Futbolista    | Posición       | Club            | Nacionalidad    |
| ---- | ------------- | -------------- | --------------- | --------------- |
| 2013 | Lee Keun-ho   | Delantero      | Sangju Sangmu   | Corea del Sur   |
| 2014 | Adriano       | Delantero      | Daejeon Citizen | Brasil          |
| 2015 | Johnathan     | Delantero      | Daegu FC        | Brasil          |
| 2016 | Kim Dong-chan | Delantero      | Daejeon Citizen | Corea del Sur   |
| 2017 | Marcão        | Delantero      | Gyeongnam FC    | Brasil          |
| 2018 | Na Sang-ho    | Delantero      | Gwangju FC      | Corea del Sur   |
| 2019 | Lee Dong-jun  | Centrocampista | Busan IPark     | Corea del Sur   |
| 2020 | An Byong-jun  | Delantero      | Suwon FC        | Corea del Norte |